# 萬嫩格拉特山
46°47′56″N 9°46′43″E / 46.79890°N 9.77853°E

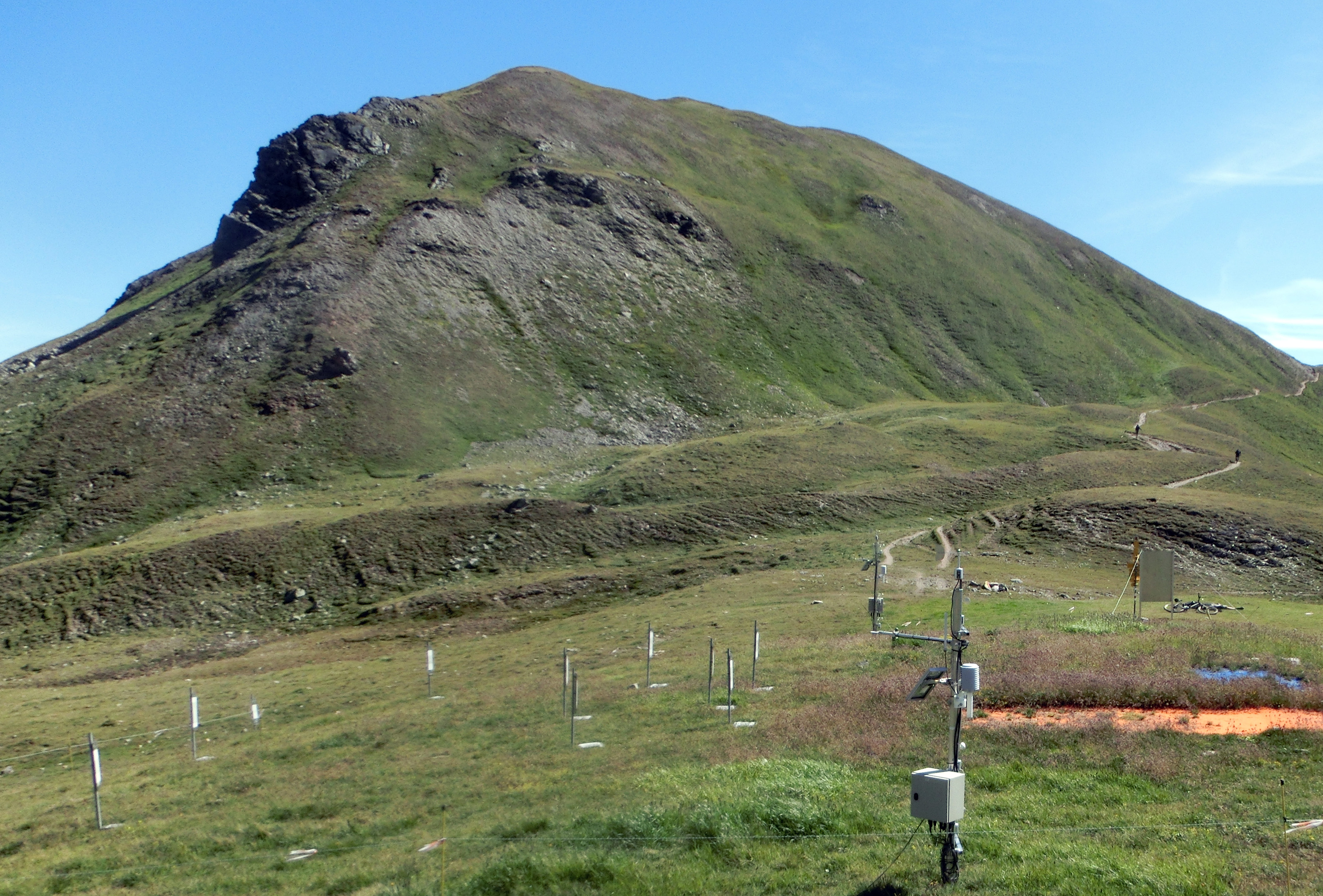

萬嫩格拉特山（Wannengrat），是瑞士的山峰，位於該國東南部，由格勞賓登州負責管轄，屬於普萊蘇爾阿爾卑斯山脈的一部分，海拔高度2,517米，每年平均降雨量1,729毫米。